# 카페봄봄
카페봄봄(cafe BomBom)은 대한민국의 저가 커피 체인점이다.